# Luis Martín Santos
 (février 2010).
Si vous disposez d'ouvrages ou d'articles de référence ou si vous connaissez des sites web de qualité traitant du thème abordé ici, merci de compléter l'article en donnant les références utiles à sa vérifiabilité et en les liant à la section « Notes et références ».
Luis Martín-Santos Ribera (Larache, Maroc, 11 novembre 1924 - Vitoria, Espagne, 21 février 1964), est un écrivain et psychiatre espagnol, auteur de Tiempo de silencio, considéré comme l'un des plus importants romans espagnols du XXe siècle.

## Biographie
Fils du médecin militaire Leandro Martín-Santos, il naquit au Maroc mais passa la plus grande partie de son enfance à Saint-Sébastien, étudia la médecine à l'Université de Salamanque et devint docteur en psychiatrie à Madrid. En 1951 il remporta par concours le poste de directeur de l'hôpital psychiatrique de Saint-Sébastien. En 1953 il se maria et soutint sa thèse sur Dilthey, Jaspers et la compréhension du malade mental en 1955. Toujours dans le domaine de la psychiatrie, il publia en 1964 l'essai Liberté, temporalité et transfert dans la psychanalyse existentielle.
Il s'intéressait toutefois aussi à la littérature. Durant son séjour à Madrid, il fréquenta le Café Gijón, où il fit la connaissance d'écrivains de sa génération comme Ignacio Aldecoa, Rafael Sánchez Ferlosio et Juan Benet ; il connut également Alfonso Sastre, lut Jean-Paul Sartre et s'intéressa à l'existentialisme.
Il milita dans le Parti Socialiste Ouvrier Espagnol (PSOE) clandestin, dans lequel il fit partie du comité exécutif, et fut arrêté à trois reprises.
Il commença son activité littéraire en rédigeant des articles et poèmes, mais se fit surtout connaître comme romancier avec Tiempo de silencio (Temps de silence), dont la rédaction s'acheva à la fin de 1960 et qui fut publiée en 1962 avec une vingtaine de pages censurées par la censure franquiste. Il fallut attendre 1981 pour voir paraître l'édition définitive. Cette œuvre initia un mouvement de renouveau du roman espagnol dans les années 1960. L'auteur innove techniquement en utilisant le monologue intérieur, la seconde personne, le style indirect libre, le flux de la conscience, la déréalité et la mythification. Ces processus narratifs avaient déjà été expérimentés par des écrivains étrangers comme James Joyce, mais étaient nouveaux dans le paysage romanesque espagnol de la fin des années 1950.
Luis Martín-Santos écrivit encore Tiempo de destrucción (Temps de destruction), roman qui demeura inachevé car l'auteur mourut dans un accident de la circulation en 1964.

## Œuvres
- Dilthey, Jaspers y la comprensión del enfermo mental (Dilthey, Jaspers et la compréhension du malade mental), 1955
- Libertad, temporalidad y transferencia en el psicoanálisis existencial (Liberté, temporalité et transfert dans la psychanalyse existentielle), 1964
- Tiempo de silencio (Temps de silence), édition censurée en 1962, définitive en 1981
- Apólogos (Apologues), édition posthume en 1970
- Tiempo de destrucción (Temps de destruction), édition posthume en 1975
- Condenada belleza del mundo (Maudite beauté du monde), édition posthume en 2004, Seix Barral éditeur